# جائزة السلطان قابوس للعمل التطوعي
جائزة السلطان قابوس للعمل التطوعي؛ من أولى الجوائز التي تهتم بالعمل التطوعي وتدعمه في سلطنة عُمان، كما تعد حدثاً مهما لما تمثله من تحفيز وتشجيع للعمل التطوعي بأشكاله كافة لا سيما في هذه المرحلة التي بات فيها العمل التطوعي بحاجة إلى كل مؤازرة وتعاون. وشرعت في اتخاذ الاجراءات اللازمة للجائزة، فور تلقي وزارة التنمية الاجتماعية الموافقة من قبل السلطان قابوس على المقترح النهائي للجائزة المنقول بخطاب من وزير ديوان البلاط السلطاني - آنذاك- رقم 3200/2010 بتاريخ 9 (عدد) شوال 1431 هـ الموافق 18 سبتمبر 2010م.

## انطلاق جائزة السلطان قابوس للعمل التطوعي
أُطلِقت أول نسخة من الجائزة في دورتها الأولى في الخامس من ديسمبر لعام 2011 بعد عام من تدشينها. وكانت تحت شعار تطوعي حياة.
أكد شهاب بن طارق آل سعيد مستشار السلطان أن عمان شعبا ومجتمعا وقائدا وفردا هم أهل تطوع وأهل رحمة، وعمان بلد خير، لذا فإن العمل التطوعي ليس غريبا على المجتمع العماني بجميع شرائحه ومختلف فئاته، وتأتي جائزة السلطان قابوس للعمل التطوعي من لدن اهتمام السلطان قابوس بن سعيد تكريما وتقديرا واهتماما وعرفانا منه جلالته على هذه الأعمال التطوعية، مضيفا إن الجائزة تعد خطوة مباركة وندعو الله العلي القدير أن يكون المتطوعون عند حسن الظن، وتكون هنالك أعمال تطوعية راقية وطموحة يشهدها مجتمعنا العماني.جاء ذلك في تصريحات أدلي بها سموه عقب تدشين جائزة السلطان قابوس للعمل التطوعي تحت شعار (تطوعي حياة).
بينما ذكر وكيل التنمية الاجتماعية يحيى بن بدر المعولي أن الجائزة تحمل اسم السلطان قابوس، لذا فأن هذا حافز كبير جدا للمعنيين وللمهمتين بالعمل التطوعي أكانوا على مستوى الجمعيات المهنية أو الخيرية أو جمعيات المرأة، إلى جانب مؤسسات القطاع الخاص التي تولي اهتمام كبير وعناية بالمسؤولية الاجتماعية، كما تعمل الجائزة على خلق ثقافة للعمل التطوعي بصورة أكثر مهنية.
وعن دور وزارة التنمية الاجتماعية أوضح سعادة وكيل التنمية الاجتماعية في كلمته بأن الوزارة تبذل ما في وسعها للانطلاق بالعمل التطوعي إلى آفاق أرحب ومجالات أوسع، وتنظر للقائمين عليه كشركاء في التنمية الاجتماعية ولذلك اختارت (شراكة في خدمة المجتمع) شعارا لها تطبقه فعلا وقولا.

## الرؤية
عمل تطوعي فعّال لرفاه اجتماعي وتنمية مستدامة.

## الرسالة
- إيجاد بيئة تنافسية للعمل التطوعي تدفعه للمساهمة بشكل فعال في عملية التنمية المستدامة.
- تعزيز وتنشيط دور المؤسسات المجتمعية ( الجمعيات والمؤسسات الأهلية ) والافراد في مجالات العمل التطوعي الشركات والافراد الداعمين للعمل التطوعي انطلاقا من المسؤولية الاجتماعية، استكمالا للدور الذي تقوم به الوحدات الحكومية وذلك لتحقيق دور متميز في انشطة العمل الاجتماعي في مختلف مجالاته وتكريم المشاريع المجيدة للارتقاء بمستويات العمل التطوعي تلبية لاحتياجات المجتمع.[6][7]

## أهمية الجائزة
تنبع أهمية جائزة السلطان قابوس للعمل التطوعي كونها الجائزة الأولى من نوعها على مستوى سلطنة عُمان، التي تدعم وتشجع الجهود التطوعية من كافة جوانبها دون تخصيص، إضافة إلى ذلك فإن الجائزة:
- مخصصة لتطال كافة شرائح المجتمع ومؤسساته المختلفة كافة.
- تعتبر فرصة فريدة ومميزة لتكريم كل من قدم ويقدم جهوداً وأفكاراً ومشاريع تطوعية دون انتظار المقابل منها.
- تعبر عن تقدير وتحفيز كافة القائمين على دعم وإرساء الجهود التطوعية بمختلف مجالاتها لتكون تجربة سلطنة عُمان في إنشاء ودعم المؤسسات التطوعية نموذجا يحتذى به.[6][7]

## أهداف الجائزة
لجائزة السطان قابوس للعمل التطوعي أهداف تسعى لتحقيقها منها:
- ترسيخ ونشر ثقافة العمل التطوعي باعتبارها جزء لا يتجزأ من ثقافة المجتمع العماني المتطور، بما تمثله من منظومة القيم والمبادئ والأخلاقيات والمعايير والرموز والممارسات التي تحث على المبادرة والعمل الإيجابي الذي يعود بالنفع العام على الآخرين.
- إبراز دور الجمعيات والمؤسسات الأهلية التطوعية والأفراد الذين أسهموا بمشاريع مجيدة بالعمل التطوعي بإعطائهم الاهتمام والرعاية والعناية والتقدير.
- إبراز روح التنافس البناء لخدمة المجتمع بين المؤسسات التطوعية الأهلية والأفراد.
- إثارة الاهتمام لاستقطاب الأجيال الشابة إلى العمل التطوعي والعطاء النفعي العام.
- تفعيل أوجه التعاون والمسؤولية الاجتماعية بين المؤسسات الأهلية التطوعية والحكومية ومؤسسات القطاع الخاص بما يترتب على ذلك من تكافل وتآزر وتعاون.
- تشجيع مبادرات المؤسسات التطوعية والخاصة في زيادة مساهمتها بالمشاريع التطوعية النوعية المتميزة للمساهمة في العملية التنموية.[6][7][8]

## مجالات الجائزة
للجائزة خمسة عشر مجالاً والتي تتحدد وفق مجال المشروع المرشح وهذه المجالات هي: الاقتصادي، والبيئي ، وتقنية المعلومات ، والرياضي ، والتراثي ، والدفاع المدني ، والاجتماعي ، والصحي ، والمعاقين ، والطفولة والشباب ، والإعلامي ، والثقافة والفنون والآداب ، والعمل الخيري ، والتعليمي والتربوي، والمرأة.
| المجال                   | الجوانب                                          |                               |                                           |
| ------------------------ | ------------------------------------------------ | ----------------------------- | ----------------------------------------- |
| المجال الاجتماعي         | المرأة والأسرة                                   | الشباب والطفولة               | خدمات كبار السن وخدمات ذوي الهمم          |
| مجال الشباب              | تعزيز القيم والممارسات الاجتماعية، وخدمة المجتمع | الإبتكار والإبداع             | الجانب الرياضي، والجانب الكشفي            |
| المجال التعليمي والتربوي | تقنية المعلومات                                  | البحث العلمي                  | الجانب التدريبي وبناء القدرات             |
| المجال التوعوي           | الجانب الإعلامي                                  | نشر الثقافة المجتمعية         | الاستخدام الأمثل لوسائل التواصل الاجتماعي |
| المجال الثقافي           | الجانب التراثي                                   | الجانب الفني                  | الجانب الأدبي                             |
| المجال الاقتصادي         | دعم ريادة الأعمال                                | إيجاد وظائف للباحثين عن العمل | دعم التمكين الاقتصادي للأسر               |

## فئات الترشح
يمكن للفئات الآتية الترشح للجائزة وفق الشروط التي وضعتها الجائزة:
- الأفراد
- الجمعيات والمؤسسات الأهلية المعنية بالعمل التطوعي.
- اللجان التطوعية الحكومية والشركات الداعمة للعمل التطوعي (تكرم تكريمًا معنويًا).[7]

## شروط منح الجائزة

### الأفراد:
- أن يكون عُمانياً وعضواً نشطاً في إحدى الجمعيات أو المراكز أو المؤسسات ونشطا في مجال العمل التطوعي والخدمة الاجتماعية ومؤازرة لقضايا العمل الاجتماعي.
- تقديم خطة المشروع المنفذ وموضوعه وما حققه من أهداف.
- إقرار موقع من قبل الفرد بأنه صاحب المشروع.
- نبذة عن إسهاماته في مجال العمل الإنساني والاجتماعي والتطوعي.

### الجمعيات والمؤسسات:
- أن تكون المؤسسة مقيدة ومشهرة في سلطنة عمان.
- ارفاق نبذة عن إسهامات المؤسسة في مجال العمل الإنساني والاجتماعي التطوعي.
- إقرار معتمد من قبل المؤسسة بأنها صاحبة المشروع.[7]

## معايير تقييم الأعمال
المعايير العامة لتقييم الأعمال المتقدمة للجائزة:
1. فائدة العمل المقدم للمجال الإنساني والاجتماعي والتنموي.
2. جدوى المشروع المنفذ ومردوده الإيجابي الملموس في حياة الفئة المستهدفة والمجتمع.
3. قلة التكلفة، وسهولة التنفيذ.
4. أن يمثل تجربة جديدة ناجحة يمكن الاستفادة منها في إعداد وتنفيذ مشاريع أخرى.
5. أن يكون قد تم تمويله وتنفيذه في المجتمع العُماني بمبادرات خيرية تطوعية.[7][10]

## الجوائز
تمنح الجائزة كل عامين في الخامس من ديسمبر وهو اليوم الذي يصادف اليوم العالمي للعمل التطوعي، وتقسم الجائزة المالية حسب الفئات إلى ثلاث مراكز لكل فئة بحسب ما يوضحه الجدول أدناه. وتكرم المؤسسات الداعمة للعمل التطوعي تكريمًا معنويًا؛ وذلك بمنحها درع مع شهادة تقديرية تثمن إسهاماتهم.
| الفئات                     | المركز الأول       | المركز الثاني      | المركز الثالث      |
| -------------------------- | ------------------ | ------------------ | ------------------ |
| الأفراد                    | ً١٥٠٠٠ ريالًا عمانيًا | ١٢٠٠٠ ريالًا عمانيًا | ٨٠٠٠ ريالًا عمانيًا  |
| الجمعيات والمؤسسات الأهلية | ٣٠٠٠٠ ريالًا عمانيًا | ٢٠٠٠٠ ريالًا عمانيًا | ١٥٠٠٠ ريالًا عمانيًا |

## وصلات خارجية
- جائزة السلطان قابوس للعمل التطوعي
- دور جائزة السلطان قابوس للعمل التطوعي في تفعيل العمل التطوعي في سلطنة عمان